# Трегер (устройство)
Трегер, подставка — устройство для крепления геодезического инструмента (теодолита, тахеометра, антенны базового GPS-приемника, призменной отражающей системы и т. д.) на основании (штативе, пункте принудительного центрирования и т. п.).

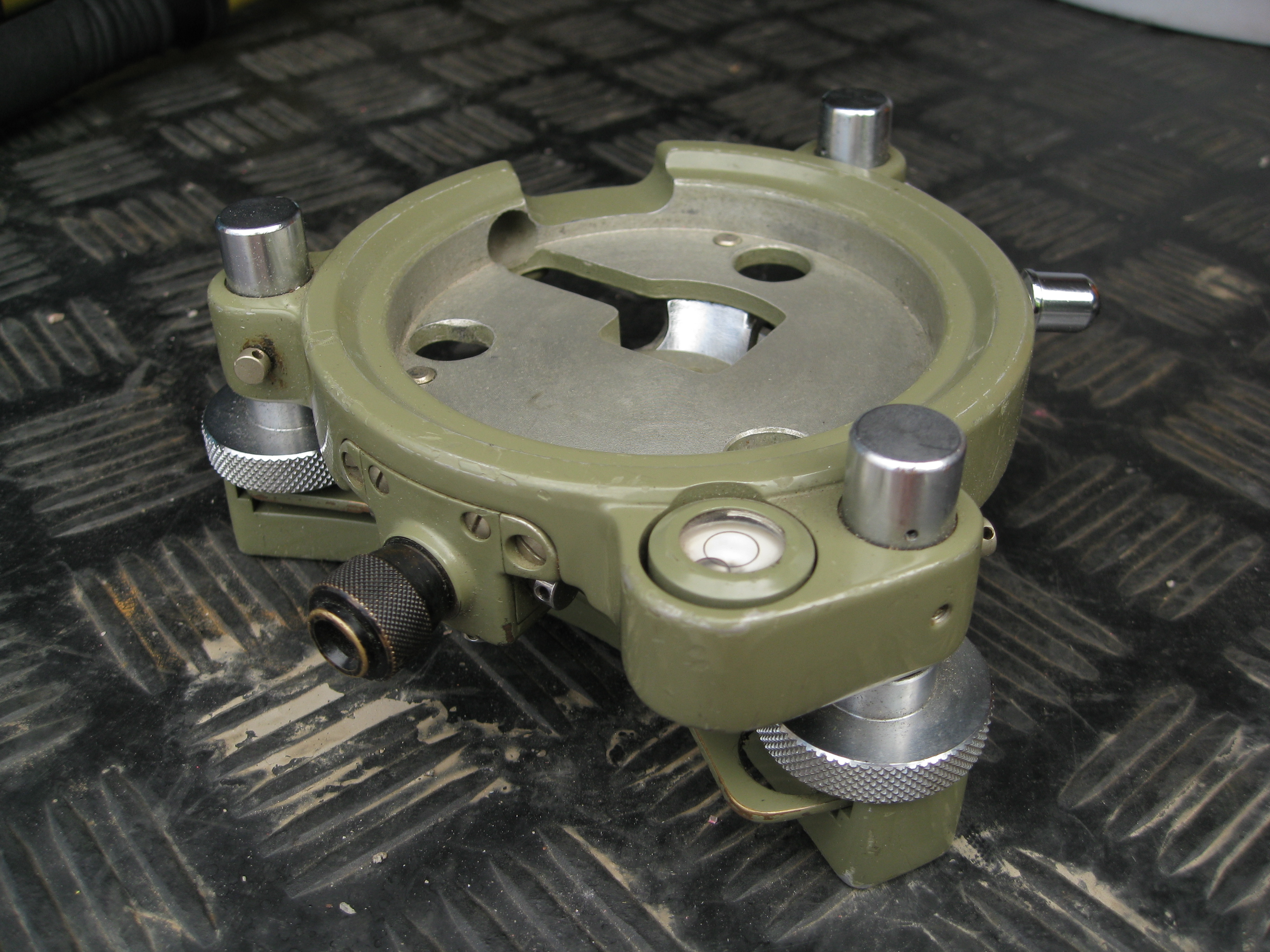
Трегер с оптическим центриром (черный цилиндр, направленный в левый нижний угол изображения).

Трегер позволяет с высокой точностью выполнить горизонтирование инструмента и установку его над точкой съемки.
Трегер может использоваться как сам по себе, так и совместно с адаптером.
Как трегер, так и адаптер трегера может иметь встроенный центрир (оптический или лазерный «отвес»). Обычно для установки отражающей системы используются трегер без центрира и адаптер трегера со встроенным центриром, а для установки антенны GPS-приемника — трегер со встроенным центриром и адаптер трегера без центрира. Если трегер не имеет встроенного центрира, то для его центрирования может использоваться съемный оптический или лазерный центрир (лот-аппарат).

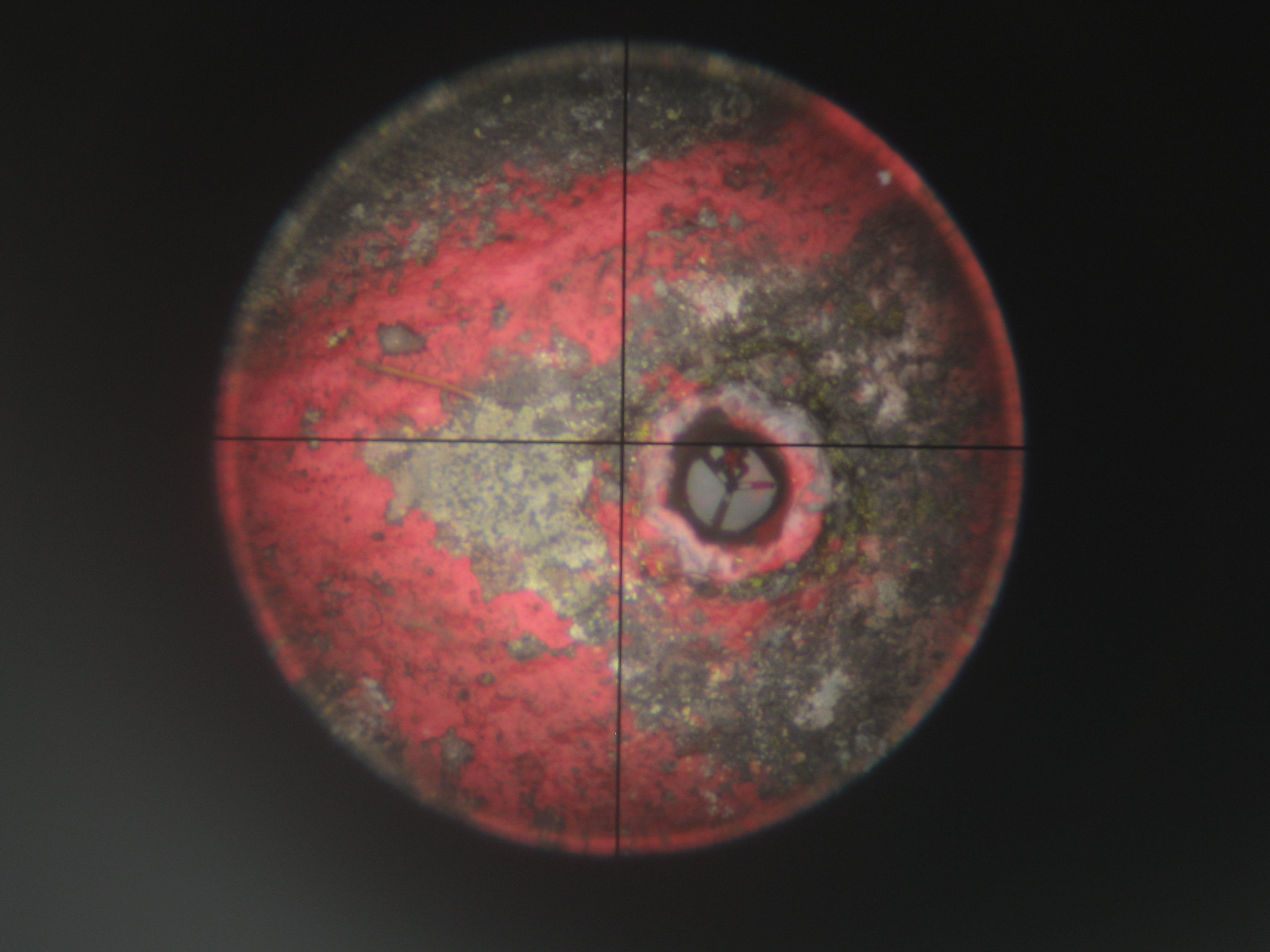
Вид через оптический центрир.